# Metapolybia rufata
Metapolybia rufata är en getingart som beskrevs av Richards 1978. Metapolybia rufata ingår i släktet Metapolybia och familjen getingar. Inga underarter finns listade i Catalogue of Life.